# 袖带

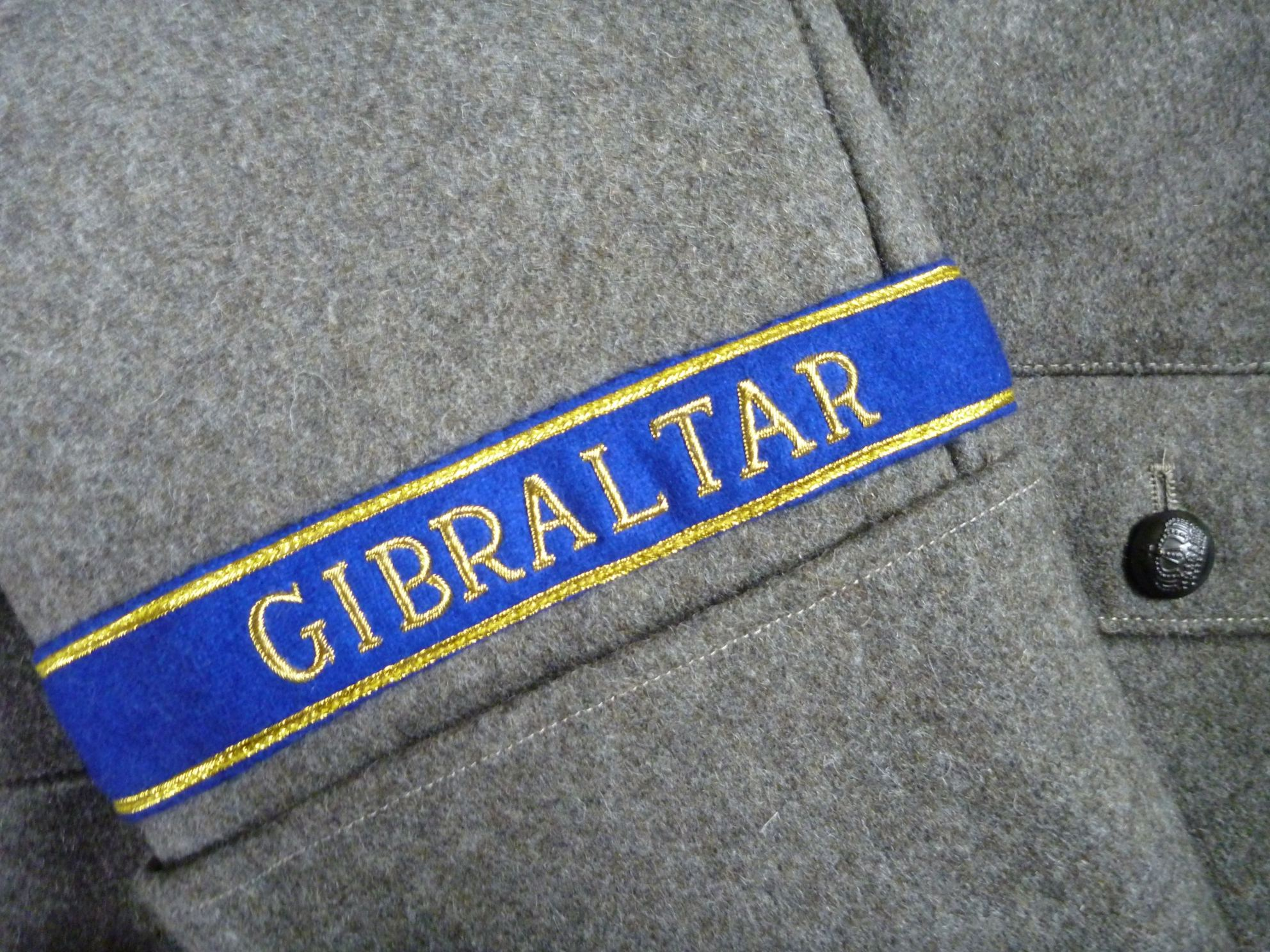
袖带

袖带（德语： Armelstreifen）是德国军队或准军事组织的制服衣袖袖口附近的一种纪念性条带。尽管人們看到袖带會想到二战以及武装党卫队的一些部队，但其实很多德国军队軍裝的袖口附近都有袖带。